# Kanton Le Luc
Kanton Luc is een kanton van het Franse departement Var. Kanton Luc maakt deel uit van de arrondissementen Brignoles (9), Draguignan(1) en Toulon (1) en telt 39.456 inwoners (2018).

## Gemeenten
Het kanton Le Luc omvatte tot 2014 de volgende 4 gemeenten:
- Le Cannet-des-Maures
- Le Luc (hoofdplaats)
- Les Mayons
- Vidauban

Na de herindeling van de kantons door het decreet van 27 februari 2014 met uitwerking op 22 maart 2015, omvat het kanton volgende gemeenten:
- Besse-sur-Issole
- Cabasse
- Le Cannet-des-Maures
- Collobrières
- Flassans-sur-Issole
- La Garde-Freinet
- Gonfaron
- Le Luc
- Les Mayons
- Pignans
- Le Thoronet